# Krajowy Fundusz Mieszkaniowy
Krajowy Fundusz Mieszkaniowy (KFM) – utworzony w Banku Gospodarstwa Krajowego (BGK) ustawą z dnia 26 października 1995 r. o niektórych formach popierania budownictwa mieszkaniowego (Dz.U. z 2021 r. poz. 2224), w ramach tzw. nowego ładu mieszkaniowego.
Celem KFM jest zapewnienie dostępu do mieszkań osobom o średnich dochodach, poprzez finansowanie inwestycji realizowanych przez Towarzystwa Budownictwa Społecznego i spółdzielnie mieszkaniowe. Mieszkania finansowane ze środków KFM są przyznawane na wynajem (TBS+SM) lub przydzielane na zasadach lokatorskiego prawa do lokalu (SM). Najemca/lokator nie ma możliwości wykupienia na własność/przekształcenie we własnościowe lokatorskie prawo do lokalu takiego mieszkania.
Małe zaangażowanie gmin spowodowało powszechną partycypację finansową lokatorów (obchodząc regulacje ustawowe). Co istotnie zaburzyło ideę tych mieszkań jako czynszowych i służących jedynie niezamożnym.
Pomimo ww. regulacji istnieje lobby (powiązane z JW Construction – właścicielem TBS MARKI oraz Spółdzielnią Mieszkaniową „Helenów”), które domaga się możliwości wykupu tych mieszkań, twierdząc, iż najemcy spłacają kredyt – najemcy płacą czynsz, który zawiera wynagrodzenie właściciela. I nic ponadto. Jeżeli najemcę stać na zakup mieszkania, powinien skorzystać z kredytu hipotecznego. Ewentualny wykup mieszkań będzie niezgodny z konstytucją – jest to własność prywatna.
Co roku oddawanych jest 8 tys. mieszkań. Model ten został zaczerpnięty z wzoru francuskiego, choć tam występuje więcej obostrzeń w dostępie do takich mieszkań.
31 maja 2009, zgodnie z ustawą z dnia 2 kwietnia 2009 r. o zmianie ustawy o poręczeniach i gwarancjach udzielanych przez Skarb Państwa oraz niektóre osoby prawne, ustawy o Banku Gospodarstwa
Krajowego oraz niektórych innych ustaw, został zlikwidowany Krajowy Fundusz
Mieszkaniowy.
Bank Gospodarstwa Krajowego nadal będzie udzielał kredytów na preferencyjnych warunkach oraz na realizację komunalnej infrastruktury technicznej dla budownictwa mieszkaniowego, ale we własnym imieniu i na własny rachunek.
Art. 15 ustawy likwiduje instytucję Krajowego Funduszu Mieszkaniowego, zobowiązując BGK do sporządzenia sprawozdania finansowego Funduszu w ciągu 6 miesięcy od dnia likwidacji, jednocześnie aktywa netto zlikwidowanego Funduszu zwiększą fundusz statutowy BGK.